# Antoni Zaborowski
Antoni Zaborowski herbu Grzymała – cześnik zakroczymski w 1786 roku.
W 1786 roku wybrany posłem na sejm z ziemi zakroczymskiej. 